# Barbazan
Barbazan (em occitano:  Barbasan) é uma comuna francesa na região administrativa da Occitânia, no departamento do Alto Garona. Estende-se por uma área de 6.05 km², com 492 habitantes, segundo o censo de 2018, com uma densidade de 81 hab/km².